# Дальневосточный морской заповедник
Дальневосточный морской заповедник — заповедная зона в заливе Петра Великого Японского моря, учреждена 24 марта 1978 года, объект морского природного наследия.
За заповедником закреплено четыре района с разным режимом охраны общей площадью 64316,3 га, в том числе 63000 га морской акватории, и утверждена охранная зона вокруг морских границ шириной 3 мили, вокруг сухопутных — 500 метров.
Заповедник — единственный в России, 98 % площади которого — акватория. В нём обитает более 5000 видов растений и животных.
В сентябре 2003 года заповедник стал участником программы ЮНЕСКО «Человек и биосфера» и получил статус биосферного резервата.
Основные направления деятельности заповедника:
- сохранение генофонда животных и растений, а также объектов культурного и исторического наследия;
- охрана акватории и территории;
- разработка научных основ сохранения и восстановления морских и островных биогеоценозов и разработка научных рекомендаций для морского заповедного дела;
- изучение и мониторинг морских и островных биоценозов животных и растений;
- эколого-просветительская деятельность и познавательный туризм.

1 сентября 2016 г. на базе Института биологии моря ДВО РАН с присоединением к нему Дальневосточного морского заповедника и Приморского океанариума организован Национальный научный центр морской биологии ДВО РАН. Дальневосточный морской заповедник и Приморский океанариум по организационно-правовой форме стали филиалами Национального научного центра морской биологии ДВО РАН. В 2021 году заповедник передан от Минобрнауки в ведение Минприроды России под управление ФГБУ «Земля леопарда» в соответствии с Распоряжением Правительства Российской Федерации от 18.10.2019 N 2467-р.

## География и структура заповедника

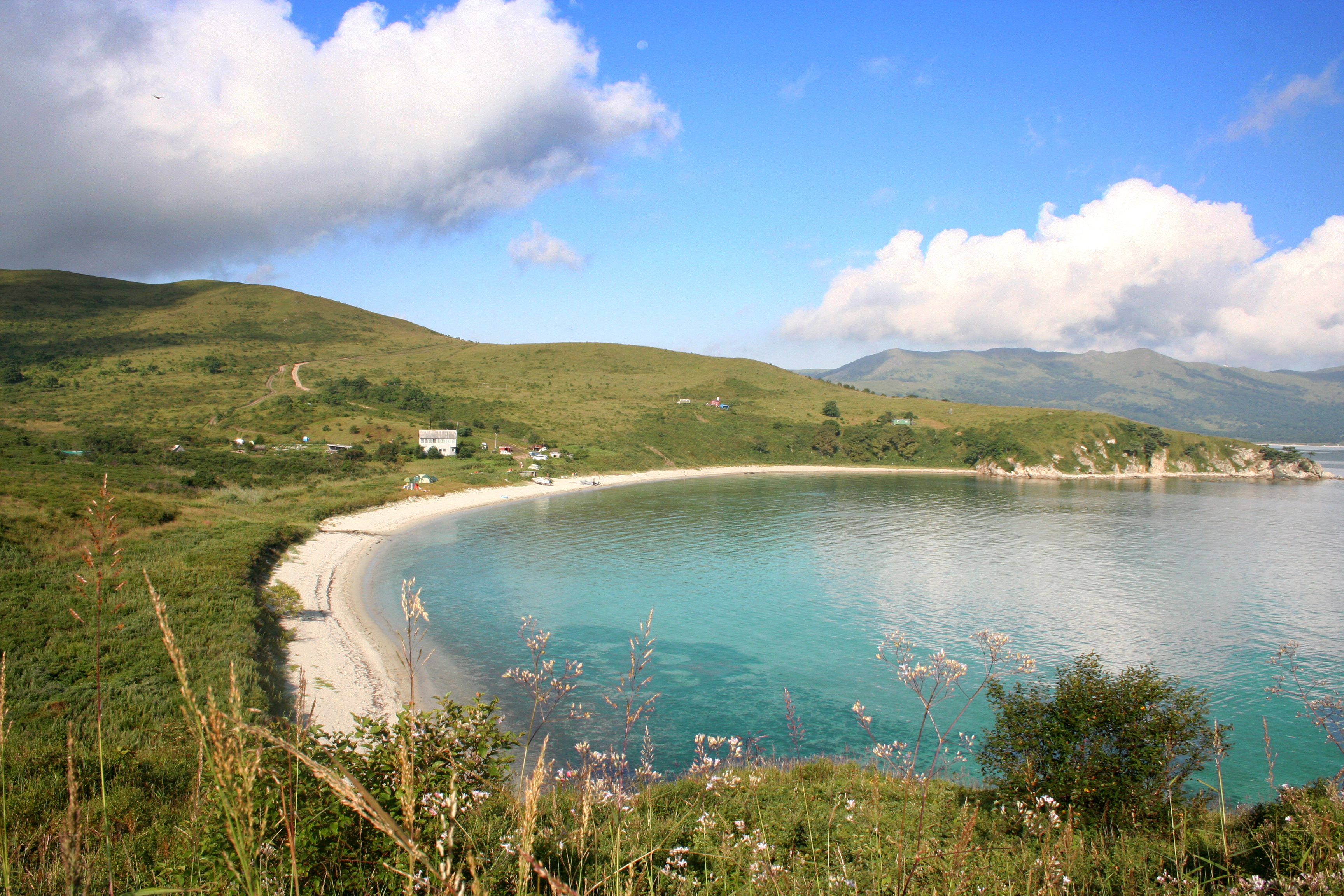
Бухта Спасения

Заповедник состоит из четырёх районов: три административно отнесены к Хасанскому району Приморского края, четвёртый — на острове Попова — к Первомайскому району Владивостока. За заповедником закреплена акватория общей площадью 64 316,3 га (около 10 % площади залива Петра Великого), острова на этой акватории и участки материковой береговой полосы. Вокруг морских границ заповедника установлена морская охранная зона шириной 3 мили, вдоль береговых — 500-метровая береговая.
Зона полной заповедности — это самый большой — Восточный район (45 тыс. га акватории и 900 га территории), в который входят острова Большой Пелис, Стенина, Матвеева, Де-Ливрона, Гильдебрандта, Дурново, островки Максимова, Входные, Астафьева, Утёсистый, кекуры Бакланьи, аркообразный кекур вблизи мыса Соснового и кекуры острова Большой Пелис, камни Елизарова, бухты Горшкова, Средняя, Нерпичья, Астафьева, Спасения и, частично, Теляковского. Здесь запрещены изъятие и интродукция любых организмов. В охранной зоне заповедника, на побережье бухт Средняя, Спасения, вблизи мыса Льва, а также на заповедном острове Большой Пелис построены кордоны заповедника, на которых круглогодично живут и работают инспекторы охраны. Гостями кордонов «Бухта Спасения» и «Бухта Средняя» часто бывают научные сотрудники, посещающие заповедник для исследовательских работ.
В Южном районе заповедника (15 тыс. га акватории и 200 га территории): острова Фуругельма и Веры, кекур Гельмерсена, камни Буй, Южный, Михельсона и Бутакова, мыс Островок Фальшивый, бухты Пемзовая, Калевала и Сивучья) допускается по особому разрешению дирекции Заповедника фото и видеосъёмка, проведение научных исследований, связанных с разработкой основ сохранения и восстановления морских сообществ, мониторингом и инвентаризацией населения заповедника.
В Западном районе (3 тыс. га акватории: камни Сивучьи, бухты Миноносок и Крейсерок), наряду с сохранением естественных сообществ, разрабатываются биологические основы марикультуры.
Северный район Заповедника занимает 216,3 га в южной части острова Попова. Здесь расположен Центр экологического просвещения, музей заповедника «Природа моря и её охрана», археолого-этнографический комплекс «Наследие». На полуострове Ликандера охраняется естественная растительность и создаётся островной ботанический сад заповедника.
На территории заповедника действуют 8 постоянных охранных кордонов, весной и летом работают сезонные посты охраны на всех островах. В результате охраны увеличилась численность тюленя-ларги, японского баклана, серой цапли, тупика-носорога, чернохвостой чайки. На острове Фуругельма начали гнездиться желтоклювая цапля и малая колпица — редчайшие птицы, включенные в Красную книгу Международного союза охраны природы (МСОП), Красные книги России, Кореи, Японии, Китая и обитающие на территории России только в Дальневосточном морском заповеднике. Восстанавливается растительность островов, ранее почти уничтоженная из-за того, что на островах функционировали базы рыбаков, располагались подразделения Тихоокеанского флота.
В заповеднике запрещено изъятие любых животных и растений, загрязнение природной среды, движение судов и автотранспорта, въезд, пребывание без специального разрешения.

## Климат и гидрология
Месторасположение заповедника характеризуется муссонным климатом. Начало зимы (устойчивый переход температуры воздуха через 0 °C), по многолетним наблюдениям — 18 ноября. Зимой преобладают северо-западные ветры, летом — юго-восточные. Зима отличается большой продолжительностью (4,5 месяца), сравнительно низкими для этих широт температурами и сухостью воздуха, большим числом ясных дней. Средняя месячная температура наиболее холодного месяца — января — составляет для острова Большой Пелис −11,3 °C, а для материковых пунктов наблюдения Гамов и Посьет −10,3°C и −11,7°C, соответственно. На островах зимой обычны ветры с севера, в материковых пунктах наблюдения преобладают западные и северо-западные. Весной южные и юго-восточные ветры, приносящие холод и влагу. Повышается количество осадков (на о. Большой Пелис от 16 мм в месяц в январе до 30—75 мм в апреле—июне), средняя месячная температура на о. Большой Пелис с 3,8 °C в апреле поднимется до 12 °C в июне.
Лето начинается с 1 июля (средняя температура переходит через 15 °C) и сопровождается обильными осадками и частыми туманами. Наиболее высокая средняя месячная температура воздуха в августе составляет на о. Большой Пелис 19,9 °C, в Посьете 20,9 °C. Ветры преимущественно юго-восточные. В районе о. Большой Пелис пасмурных дней в июле 80 %, августе — 70 %, сентябре — 48 %; осадков около 115 мм (июль, август и сентябрь); число дней с туманами в июле — 20, августе — 12, сентябре — 2; влажность в июле 94 %, августе 90 % и сентябре 80 %.
Осень тёплая, сухая, с преобладанием солнечных дней, начинается 11 сентября. Средняя температура воздуха в октябре 9,8 °C, ноябре 0,6 °C; ясных дней 52—53 %, осадков в октябре 40 мм, в ноябре 34 мм; первые заморозки отмечаются со второй половины октября.
Таким образом, климат в районе заповедника характеризуется хорошо выраженной контрастностью.
Гидрологические условия в водах заповедника также весьма контрастны. В январе средняя температура моря у поверхности опускается до −1,8 °C, в августе она достигает у острова Большой Пелис 20,5 °C, а в заливе Посьета 23,2 °C. Вертикальное распределение температуры в верхних слоях моря летом в полузакрытых бухтах характеризуется значительным градиентным понижением с глубиной. Так, в заливе Посьета при температуре 22—23 °C у поверхности, на глубине 20 м она равна 12—13 °C. В то же время у островов и мысов разница температур поверхностных вод и вод на глубинах до 30 м не превышает 2—3 °C, что, очевидно, связано с их перемешиванием. В открытой части моря температура летом на глубине 50 м равна 3,4 °C и на 100 м — 1,23 °C.
Таким образом, зимой воды заповедника сходны по температуре с арктическими, а летом — с субтропическими. Вместе с тем, на сравнительно небольших глубинах температура значительно понижена по сравнению с поверхностными водами, что является предпосылкой для существования в одних и тех же бухтах тепловодных и холодноводных видов.
Солёность вод у острова Большой Пелис находится в пределах 34,0 ‰ (январь) — 32,5 ‰ (август). В заливе Посьета она снижается летом до 27,3 ‰, а в опресняемой реками бухты Сивучьей имеются участки с сильно пониженной солёностью, где, соответственно, морской комплекс видов заменяется солоновато-водным.
Воды в акватории заповедника характеризуются относительно высокой прозрачностью по сравнению с другими частями залива, достигая максимума у острова Стенина. Цвет воды у берега зеленовато-жёлтый, у острова Стенина зеленовато-голубой. Несмотря на близость большого города и порта и загрязнение Амурского залива, воды, омывающие острова Римского-Корсакова, поражают своей прозрачностью и чистотой. Вполне вероятно, что чистые воды в этом районе — следствие круговорота вод, имеющегося вокруг архипелага Римского-Корсакова и оттесняющего загрязнённые воды в другие участки залива.
Приливы на акватории заповедника имеют неправильный полусуточный характер и не превышают по амплитуде 0,5 м. В результате сочетания различных видов течений в заливах и у островов возникает весьма сложная гидрологическая обстановка: сильные и устойчивые течения с перемещением поверхностных и более глубинных вод, круговороты и, наконец, в частности, в некоторых полузакрытых бухтах — столь слабое движение воды, что в летнее время возникает расслаивание вод со значительными различиями температуры у поверхности и у дна.
Наряду с холодным Приморским течением, идущим с севера на юг, в заливе Петра Великого регистрируются круговые течения, например, вокруг островов Римского-Корсакова и Аскольда, а также течение, проходящее вдоль берега с юга от Кореи на северо-восток. Прибрежное течение постоянно заносит с юга новые для Приморья виды, которые здесь успешно акклиматизируются.

## Морские растения и животные
Видовой состав животных и растений в заповеднике весьма многообразен, что связано со значительным разнообразием условий существования. В результате здесь имеются как тепловодные — субтропические и даже тропические виды, так и холодноводные — бореальные и бореально-арктические; отсюда их личинки распространяются в соседние районы залива Петра Великого. Существенное значение для богатства морской жизни имеет также гидрология акватории заповедника.
В прибрежье выделяют 3 главных вертикальных зоны: супралитораль, литораль и сублитораль. Супралитораль, или зона заплеска расположена выше верхнего уровня самого большого расчетного прилива. Однако благодаря ветровым волнениям и особенно при штормах море выбрасывает сюда водоросли и различных донных беспозвоночных. Кроме того, здесь постоянно обитают мелкие ракообразные, некоторые жуки и их личинки, бескрылые насекомые, черви. Особенно большие скопления водорослей и животных, выброшенных морем, отмечаются на песчаных пляжах.
Следующая зона — литораль, или приливно-отливная зона — занимает полосу от самого высокого расчетного прилива до самого низкого отлива. Нижняя граница литорали принимается за 0 глубин, и с него ведётся отсчёт отметок глубин и высот, наносимых на морские карты.
Для литорали характерны определённые животные и растения, приспособленные к жизни в этих своеобразных условиях. Летом во время отлива температура на литорали значительно повышается, зимой двигающиеся под влиянием волнения льдины оказывают истирающее действие на животных и растения, во время шторма их бьют волны. В связи с этим населяющие литораль организмы имеют адаптивные приспособления, позволяющие им жить в этой зоне. Они заползают в щели и лужицы между камнями, цепляются за них или прикрепляются к твёрдым поверхностям.
Наибольшее число видов животных и растений обитает на сублиторали, расположенной от нижней границы литорали до глубины 200 м. Среди населения вод заповедника более 200 видов макроводорослей и 200 видов рыб, более 300 видов двустворчатых и брюхоногих моллюсков, более 200 видов морских червей, около 100 видов ракообразных, 40 — иглокожих, многочисленны и другие группы холодноводных — бореально-арктических и тепловодных — субтропических и даже тропических беспозвоночных морских организмов. В водах заповедника были встречены тропические акулы и морские змеи.

## Подводные ландшафты залива Петра Великого
Подводные ландшафты залива Петра Великого представляют большой интерес для наблюдения и фотосъёмки как отдельных организмов, так и сообществ. В заливе имеется самое большое видовое разнообразие донных животных в России. Особый интерес представляют кишечнополостные (актинии, медузы, гребневики), моллюски (брюхоногие, двустворчатые, головоногие — осьминог, каракатицы), иглокожие (морские ежи, морские звёзды, офиуры, голотурии), асцидии и многочисленные рыбы. Большинство из них встречаются на каменистых грунтах, подводных скалах, банках (Иванова, Бойсмана, Бонсдорфа, Дурново и Де-Ливрона), которые зачастую покрыты пёстрым сплошным ковром из водорослей, актиний, моллюсков. На более глубоких горизонтах в весеннее и осеннее время можно встретить осьминогов. На песчаном грунте можно встретить тёмно-красных и серых плоских и сердцевидных морских ежей, ярких морских звёзд. Многообразны различные водоросли.
Глубже 20 м на каменисто-песчаном грунте крупные виды макробентоса почти полностью исчезают. Однако на этих глубинах, на границе глыбового свала при достаточно активном поиске можно встретить крупных осьминогов. На валунах также изобилие актиний. На боковых стенках валунов они образуют пятна площадью до 3—4 м² со 100 % проективным покрытием грунта. Также отдельными пятнами среди актиний встречаются друзы мидий. На вершинах камней отмечены черные морские ежи (5—6 экз./м²), звёзды патирии (2—3 экз./м²), одиночные серые ежи, редкие трепанги и гребешки Свифта, многочисленные морские блюдечки.

## Охрана, научная деятельность

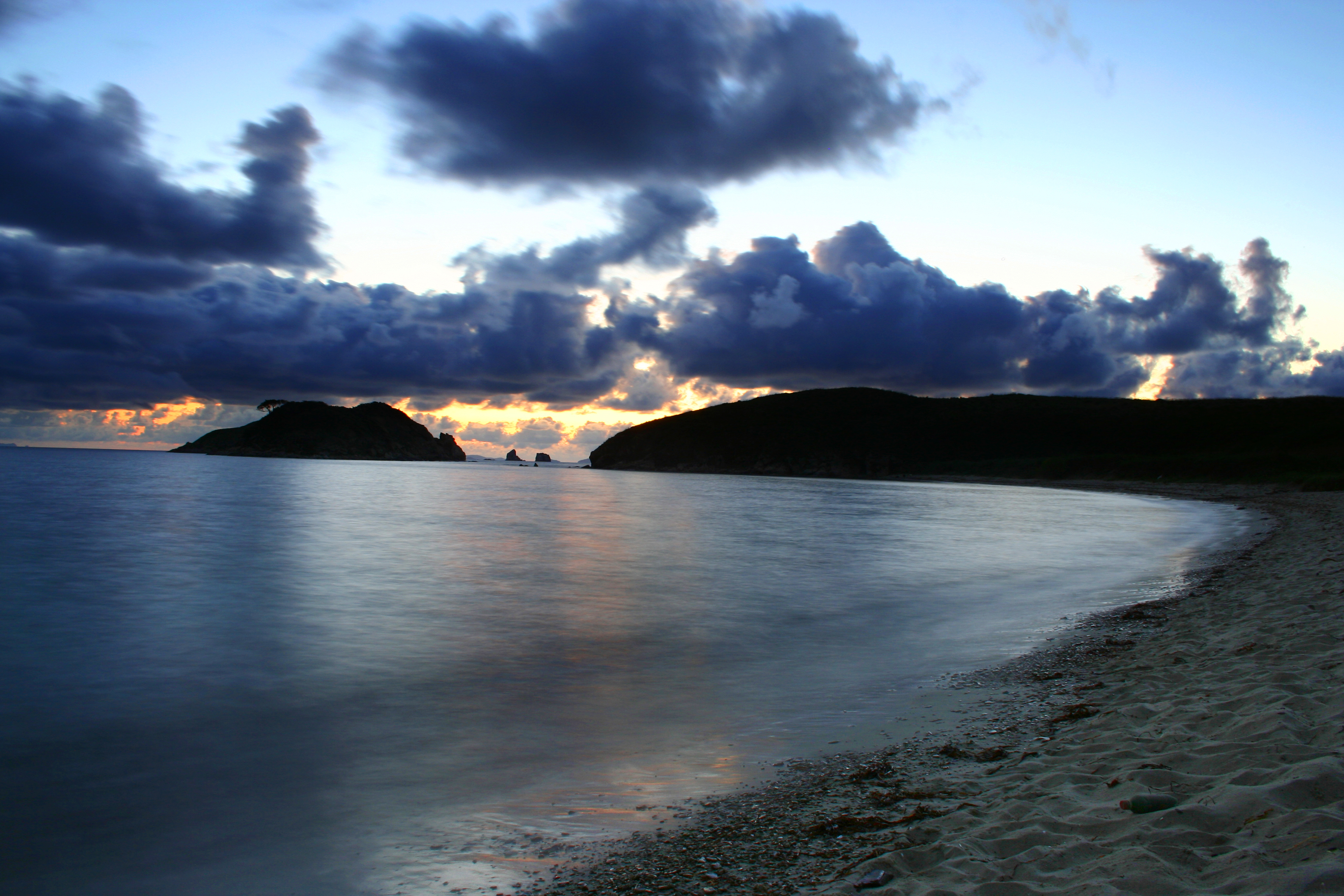
Заповедная бухта

Основная проблема заповедника — общая для всех российских научных и природоохранных организаций и учреждений — скудность бюджетного финансирования, отсюда маломощный и малочисленный охранный флот и автотранспорт, недостаток оборудования и многого другого. Но охрана и исследования заповедника не прерываются, благодаря энтузиазму и самоотверженности его сотрудников. Помощь в охране оказывают пограничники и полиция, но усиление браконьерства в последние годы требует совершенствования технического оснащения охраны.
Основные направления научной деятельности: Исследование биоразнообразия и картирование донных сообществ; мониторинг и оценка воздействия антропогенных и природных факторов на биоту заповедника; изучение биологии редких и исчезающих видов.